# Свєтозар Яневський
Свєтозар Яневський (нар. 19 липня 1947, Велес) — македонський технолог та бізнесмен.

## Біографія
Після закінчення технологічного факультету в Скоп'є (1976) Яневський влаштувався на роботу в македонське торгове товариство «Пивара Скопје» (1976) і на посаді директора Департаменту досліджень і розробок, технічного директора та генерального директора компанії розширив інвестиційну діяльність, стандартизував виробництво, підвищив якість продукції та досяг найкращих економічних та фінансових показників у країні та в регіоні. Розширюючи свій бізнес, він взяв дві найбільші виноробні в країні «Тиквеш» у Кавардарцях (2003) і «Винојуг» у Гевгелії (2004). Як член або керівник, він бере участь у декількох національних та міжнародних професійних організаціях та отримав кілька нагород.